# Marc Evan Jackson
Marc Evan Jackson (Buffalo, 21 agosto 1970) è un attore, doppiatore e comico statunitense.

## Biografia
Nato a Buffallo, Marc Evan Jackson ha studiato al Calvin College, laureandosi in filosofia e scienze politiche nel 1992. Nel corso degli anni novanta iniziò a lavorare come attore, improvvisatore e comico, prima di trasferirsi a Los Angeles nel 2001.
Dopo essersi trasferito a Hollywood, Jackson cominciò a recitare anche al cinema, apparendo in diversi film tra cui Transformers - La vendetta del caduto e Kong: Skull Island. Attivo soprattutto in campo televisivo, Jackson è ricordato per i suoi ruoli di Kevin in Brooklyn Nine-Nine, Trevor Nelsson in Parks and Recreation e Shawn in The Good Place.
È sposato con Beth Hagenlocker dal 2002.

## Filmografia parziale

### Attore

#### Cinema
- Transformers - La vendetta del caduto (Transformers: Revenge of the Fallen), regia di Michael Bay (2009)
- Provetta d'amore (The Babymakers), regia di Jay Chandrasekhar (2012)
- The Kings of Summer, regia di Jordan Vogt-Roberts (2013)
- 22 Jump Street, regia di Phil Lord e Christopher Miller (2014)
- Vite da popstar (Popstar: Never Stop Never Stopping), regia di Akiva Schaffer e Jorma Taccone (2016)
- Kong: Skull Island, regia di Jordan Vogt-Roberts (2017)
- Jumanji - Benvenuti nella giungla (Jumanji: Welcome to the Jungle), regia di Jake Kasdan (2017)
- Copia originale (Can You Ever Forgive Me?), regia di Marielle Heller (2019)
- Bombshell - La voce dello scandalo (Bombshell), regia di Jay Roach (2019)
- Alla scoperta di 'Ohana (Finding 'Ohana), regia di Jude Weng (2021)
- Uno Rosso (Red One), regia di Jake Kasdan (2024)

#### Televisione
- One on One - serie TV, 1 episodio (2002)
- La vita secondo Jim (According to Jim) - serie TV, 1 episodio (2006)
- Carpoolers - serie TV, 1 episodio (2007)
- Reno 911! - serie TV, 1 episodio (2008)
- Workaholics - serie TV, 2 episodi (2011-2014)
- Kickin' It - A colpi di karate (Kickin' It) - serie TV, 1 episodio (2011)
- Happy Endings - serie TV, 1 episodio (2012)
- You're Whole - serie TV, 1 episodio (2012)
- 2 Broke Girls - serie TV, 1 episodio (2013)
- Arrested Development - Ti presento i miei (Arrested Development) - serie TV, 1 episodio (2013)
- Hello Ladies - serie TV, 1 episodio (2013)
- Parks and Recreation - serie TV, 10 episodi (2013-2015)
- Brooklyn Nine-Nine - serie TV, 13 episodi (2013-2020)
- The Spoils of Babylon - serie TV, 1 episodio (2014)
- The Middle - serie TV, 1 episodio (2014)
- Modern Family - serie TV, 1 episodio (2014)
- Non sono stato io (I Didn't Do It) - serie TV, 1 episodio (2014)
- You're the Worst - serie TV, 2 episodi (2014-2015)
- The League - serie TV, 1 episodio (2014)
- Masters of Sex - serie TV, 1 episodio (2014)
- Newsreaders - serie TV, 1 episodio (2014)
- Man Seeking Woman - serie TV, 1 episodio (2015)
- The Spoils Before Dying - serie TV, 1 episodio (2015)
- Rizzoli & Isles - serie TV, 1 episodio (2015)
- Black-ish - serie TV, 1 episodio (2015)
- The Good Place - serie TV, 14 episodi (2017-2019)
- GLOW - serie TV, 2 episodi (2017-2018)
- Wrecked - serie TV, 1 episodio (2017)
- Curb Your Enthusiasm - serie TV, 1 episodio (2017)
- Another Period - serie TV, 1 episodio (2018)
- Living Biblically - serie TV, 1 episodio (2018)
- Better Call Saul - serie TV, 1 episodio (2018)
- Splitting Up Together - serie TV, 6 episodi (2018-2019)
- Get Shorty - serie TV, 1 episodio (2018)
- Il club delle babysitter (The Baby-Sitters Club) - serie TV (2020-2021)
- Lezioni di chimica (Lessons in Chemistry) – miniserie TV, 6 puntate (2023)
- A Man on the Inside - serie TV, 3 episodi (2024)

### Doppiatore
- Adventure Time - serie animata, 3 episodi (2014-2017)
- DuckTales - serie animata, 7 episodi (2017-2021)
- Star Trek: Lower Decks - serie animata, episodio 2x08 (2021)

## Doppiatori italiani
Nelle versioni in italiano delle opere in cui ha recitato, Marc Evan Jackson è stato doppiato da:
- Mauro Gravina in Brooklyn Nine-Nine, Copia originale
- Roberto Certomà in The Good Place, Il Club delle Babysitter
- Sergio Lucchetti in Psych
- Donato Sbodio in Kickin' It - A colpi di karate
- Daniele Blandino in Rizzoli & Isles
- Massimiliano Virgilii in Kong: Skull Island
- Alessio Cigliano in Jumanji - Benvenuti nella giungla
- Andrea Lavagnino in Better Call Saul
- Gianluca Machelli in Amiche per la morte - Dead to Me
- Roberto Fidecaro in Unstable
- Pierluigi Astore in A Man on the Inside
- Alberto Bognanni in Uno Rosso
- Giorgio Perno in The Rookie

Da doppiatore è stato sostituito da:
- Roberto Draghetti in DuckTales